# 앨리슨과 리리아
앨리슨과 리리아(アリソンとリリア)는 2008년 4월 3일부터 NHK 위성 제2텔레비전을 통해 방영된 일본 애니메이션이다. 시구사와 케이이치의 라이트 노벨인 앨리슨과 리리아와 트레이즈를 원작으로 한다.

## 등장인물
앨리슨 위팅턴
성우: 미즈키 나나 (소녀 시절), 쿠와시마 호코 (어머니 시절)
빌헬름 슐츠
성우: 구마이 모토코
카 베네딕트
성우: 야마데라 고이치
피오나
성우: 노토 마미코
리리아
성우: 미즈키 나나
트레이즈
성우: 요시노 히로유키
트라바스 소령
성우: 모리카와 토시유키

## 부제목
| 화수  | 부제목 (원제)    | 부제목 (한국어)     | 각본              | 콘티            | 연출     | 작화감독        |
| ----- | ---------------- | ------------------- | ----------------- | --------------- | -------- | --------------- |
| 제1화 | アリソンとヴィル | 앨리슨과 빌         | 待田堂子          | 니시다 마사요시 | 吉村文宏 | 瀬谷新二        |
| 제2화 | 敵国へ!          | 적국으로!           | 待田堂子          | 니시다 마사요시 | 鈴木卓夫 | 斉藤圭太        |
| 제3화 | ワルターの戦い   | 월터의 싸움         | 谷村典子          | 니시다 마사요시 | 長岡義孝 | 篠原隆          |
| 제4화 | 二人のいる世界   | 두 사람이 있는 세계 | 長津晴子          | 니시다 마사요시 | 吉村文宏 | 다카하시 구미코 |
| 제5화 | 閉ざされた森     | 닫힌 숲             | 후데야스 가즈유키 | 니시다 마사요시 | 鈴木幸雄 | 宍倉敏          |
| 제6화 | フィオナの谷     | 피오나의 계곡       | 후데야스 가즈유키 | 니시다 마사요시 | 牧野吉高 | 金子匡邦        |

## 주제가
오프닝 테마 《탄식의 다리》
작사:유카와 시오네, 작곡:구리하라 마사키, 노래:유카와 시오네, 연주:구리 코더 콰르텟
엔딩 테마 《작별의 주문》
작사:마쓰모토 소우, 작곡:곤도 켄지, 노래:마쓰모토 소우, 연주:구리 코더 콰르텟